# بوب بروكر
بوب بروكر (بالإنجليزية: Bob Brooker)‏ هو لاعب كرة قدم أسترالية أسترالي، ولد في 17 أكتوبر 1926، وتوفي في 11 أكتوبر 1986.

## وصلات خارجية
- بوب بروكر على موقع AustralianFootball.com (الإنجليزية)
- بوب بروكر على موقع AFLtables.com (الإنجليزية)